# Christiane Maether

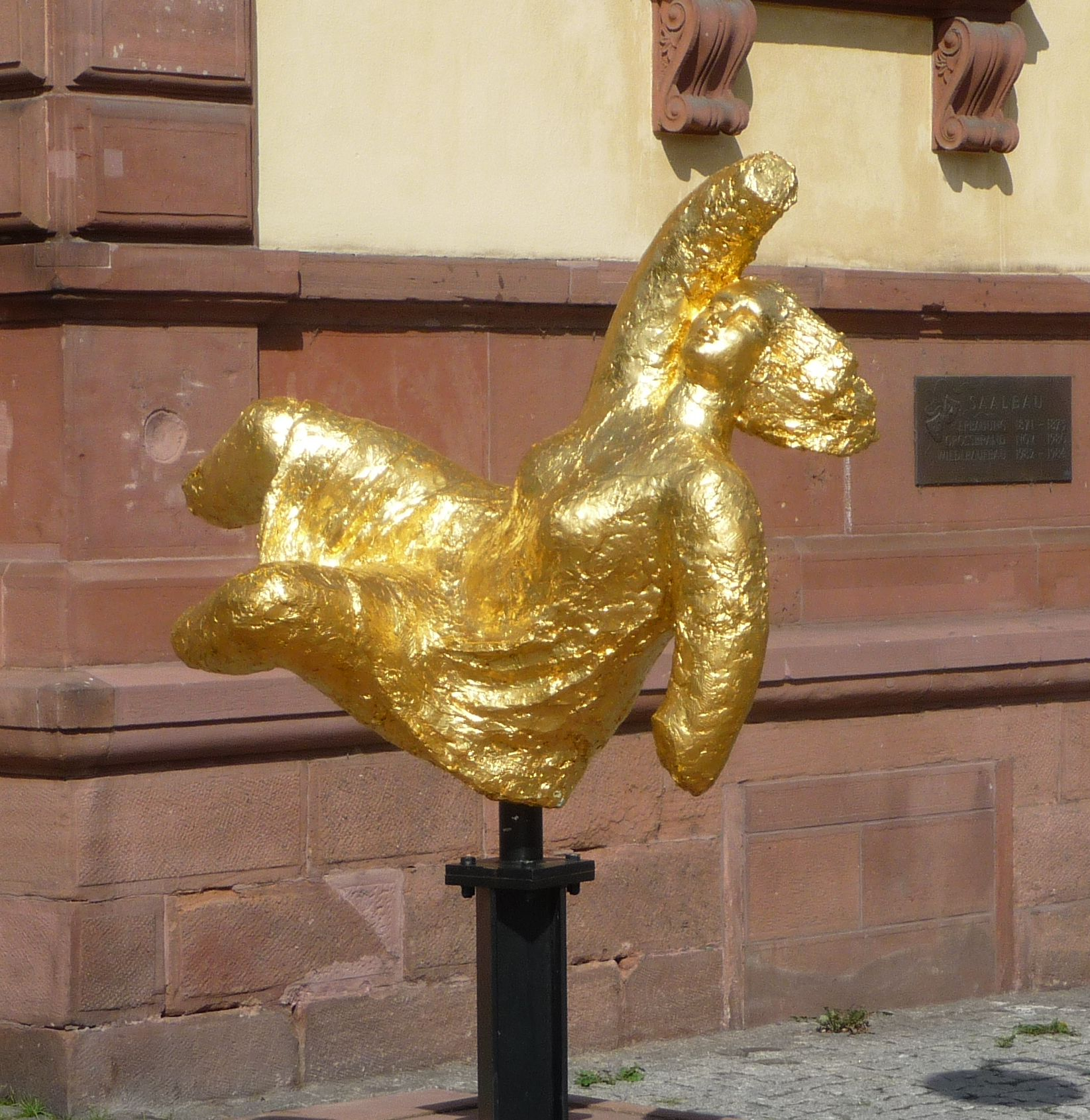
Christiane Maether (2007): Skulptur Hambacher Vorbotin am Neustadter Saalbau

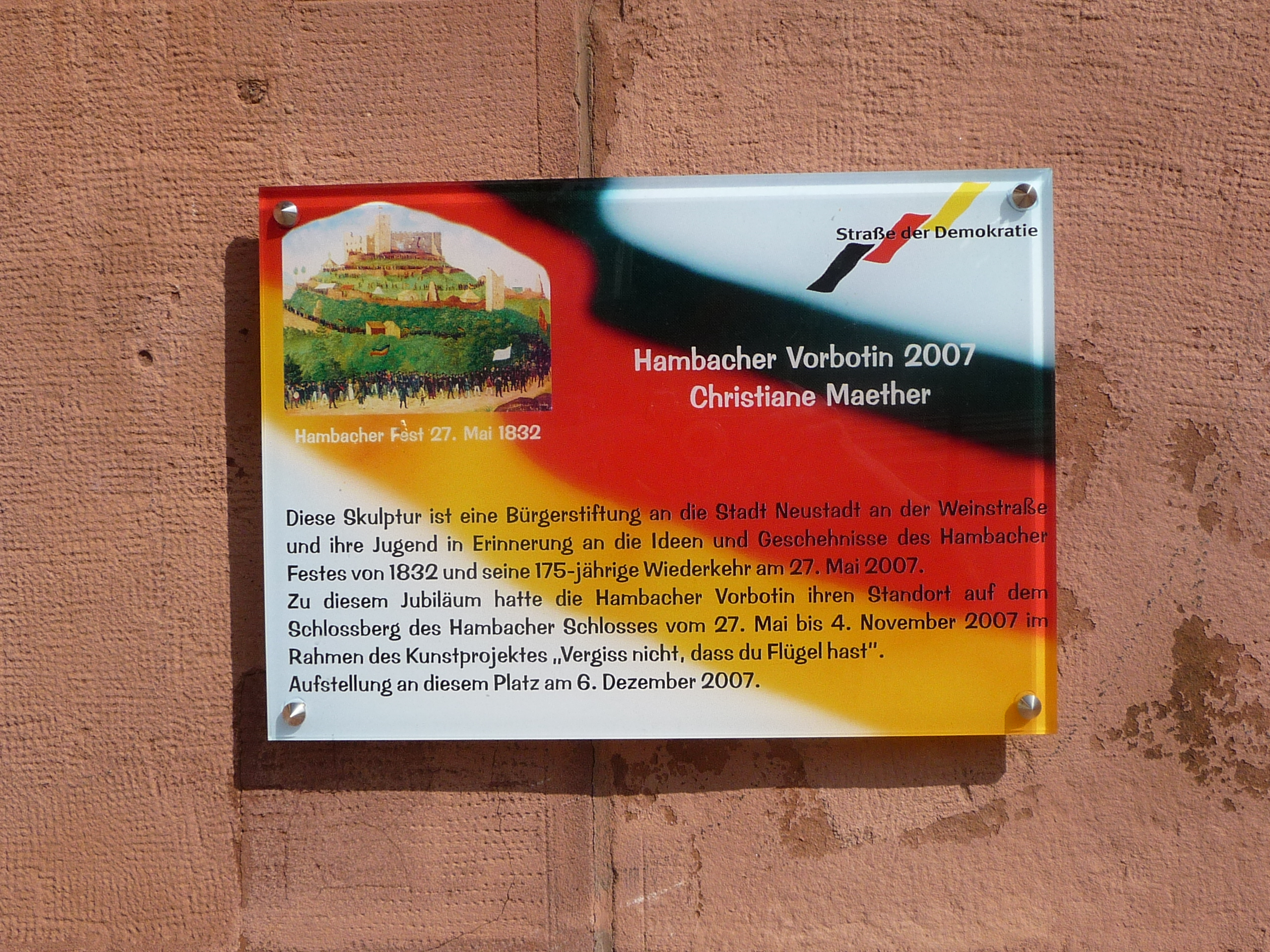
Hinweistafel am Saalbau

Christiane Maether (* 10. Juli 1941 in Berlin; † 10. Mai 2024 in Mannheim) war eine deutsche Malerin und ehemalige Kunstprofessorin an der Fachhochschule Aachen. Von 1977 bis 2024 lebte sie im Ortsteil Hambach von Neustadt an der Weinstraße.

## Ausbildung und Beruf
Maether studierte von 1961 bis 1967 an der Hochschule für Bildende Künste in Berlin bei Peter Janssen und Alexander Camaro. Von 1977 bis 1979 lehrte sie als Gastdozentin an der Staatlichen Hochschule für Bildende Künste (Städelschule) in Frankfurt am Main. Im Jahr 1982 erhielt sie die Berufung als Professorin an die Fachhochschule Aachen, an der sie bis 2006 lehrte.
Als Künstlerin schuf Maether ein reiches malerisches, plastisches und graphisches Werk, das vor allem um die zentralen Themen der menschlichen, insbesondere der weiblichen Figur, der Architektur als menschlicher Behausung und der Personifikationen aus Geschichte, Religion und Mythologie kreist. 2007 entstand ihre Skulptur Hambacher Vorbotin, die zum 175. Jubiläum des Hambacher Festes von 1832 daran erinnern sollte, dass auch Frauen an der Propagierung des Demokratiegedankens beteiligt waren; die Skulptur steht vor dem Neustadter Saalbau.
Maether war Mitglied im Deutschen Künstlerbund, in der Pfälzischen Sezession, in der Arbeitsgemeinschaft Pfälzer Künstler und in der Darmstädter Sezession. Ferner war sie Gründungsmitglied der Freien Akademie der Künste (Mannheim). Ab 1977 hatte sie ihren Wohnsitz mit Atelier in einem Gutshof unterhalb des Hambacher Schlosses in Neustadt an der Weinstraße.

## Auszeichnungen
- 1974: Villa-Romana-Preis, Florenz
- 1976: Förderpreis zum Kunstpreis des Landes Rheinland-Pfalz
- 1978: Hans-Purrmann-Preis der Stadt Speyer
- 1989: Albert-Haueisen-Preis für Malerei, Landkreis Germersheim
- 1989: Pfalzpreis für Malerei des Bezirksverbandes Pfalz

1975 erhielt Maether ein Arbeitsstipendium des Kulturkreises im BDI. 1999 war sie Ehrengast der Villa Massimo in Rom.

## Ausstellungen
- 1975: Kunsthalle Baden-Baden
- 1976: Forum Kunst Rottweil; Haus am Lützowplatz, Berlin
- 1977: Mannheimer Kunstverein
- 1979: Pfalzgalerie Kaiserslautern
- 1986: Landesmuseum Mainz
- 1987: Neue Galerie Sammlung Ludwig, Aachen
- 1991: Pfalzgalerie Kaiserslautern
- 1996: Suermondt-Ludwig-Museum, Aachen

## Schüler (Auswahl)
- Manfred Mahsberg
- Ralf Metzenmacher
- Volker Steinbacher
- Dorthe Goeden